# Gedik Ahmed Pascha
Gedik Ahmed Pascha (* im 14. oder 15. Jahrhundert; † 18. November 1482 in Adrianopel) war ein osmanischer Staatsmann und Admiral. Er war als Kapudan Pascha Oberbefehlshaber der osmanischen Marine und während der Regentschaft von Sultan Mehmed II. Großwesir des Osmanischen Reiches.

## Leben
Über die Herkunft von Ahmed ist wenig bekannt. Die meisten Quellen gehen von einer albanischen Abstammung aus, einige auch von serbischen Vorfahren. Ahmed durchlief die Palastschule Enderun, wo die aus der Knabenlese rekrutierten und zum Islam konvertierten Palastknaben ihre Ausbildung absolvierten. Nachdem er Beylerbey des Eyâlet Rumelien war, wurde er um 1464 Provinzgouverneur des Eyâlet Anatolien und wurde 1470 zum Wesir ernannt.
Gedik Ahmed Pascha führte die osmanische Armee in Anatolien an und besiegte 1471 mit dem Beylik von Karaman das letzte anatolische Fürstentum, das sich der osmanischen Expansion in der Region widersetzte. Die Karamaniden waren seit fast 200 Jahren das stärkste Fürstentum in Anatolien und zu Beginn sogar den Osmanen überlegen. Sie waren auf das Sultanat der Rum-Seldschuken in Anatolien gefolgt und hatten deren Herrschaftstümer übernommen, darunter auch dei einstige Seldschuken-Hauptstadt Konya. Gedik Ahmed Paschas Sieg gegen die Karamaniden und die Eroberung ihres Territoriums sowie der Mittelmeerküstenregion um Ermenek, Mennan und Silifke sicherten die Vorherrschaft des Osmanischen Reiches in Anatolien.
Im Jahr 1474 folgte Gedik Ahmed Pascha dem entlassenen und hingerichteten Mahmud Pascha in das Amt des Großwesirs. Seine Amtszeit war geprägt von Kriegen. Er kämpfte im Mittelmeer gegen die Republik Venedig und wurde 1475 vom Sultan entsandt, um dem Khanat der Krim gegen die Streitkräfte der Republik Genua zu helfen. Auf der Krim eroberte er Caffa, Soldaia, Cembalo und andere genuesische Burgen sowie das Fürstentum Theodoro mit seiner Hauptstadt Mangup und die Küstenregionen. Er rettete so den Khan Meñli I. Giray vor genuesischen Streitkräften. Als Ergebnis dieser Feldzüge gerieten die Krim und Tscherkessien in den osmanischen Einflussbereich, wodurch die osmanische Vorherrschaft im Schwarzen Meer gesichert war, der genuesische Levantehandel schwer geschädigt und der Überlandweg nach Kaukasien, Persien und Indien unter türkische Kontrolle gestellt wurde.
Im Jahr 1477 entließ ihn der Sultan als Großwesir, weil es zu Meinungsverschiedenheiten zwischen dem Großwesir und dem Sultan gekommen war über die Frage eines Feldzuges nach Albanien. Gedik Ahmed Pascha wurde inhaftiert und erst im folgenden Jahr entlassen. Der Sultan rehabilitierte ihn und machte ihn später zum Kapudan Pascha seiner Flotte.
Im Jahr 1479, als Ahmed Pascha Sandschakbey des Sandschak Valona war, ordnete Sultan Mehmet II. an, dass Ahmed Pascha eine Belagerungstruppe von 10.000 bis 40.000 Soldaten bei der Belagerung von Shkodra führen solle. Später in diesem Jahr befahl ihm der Sultan, die osmanische Marine im Mittelmeer im Rahmen des Krieges gegen Neapel und Mailand zu führen. Während seines Feldzuges eroberte Gedik Ahmed Pascha die Inseln Lefkada, Kefalonia und Zakynthos. Seit er Konstantinopel 1453 erobert hatte, sah sich Mehmed II. als Erbe des Römischen Reiches und dachte ernsthaft über die Eroberung Italiens nach, um die römischen Länder unter seiner Dynastie wieder zu vereinen. Im Rahmen dieses Plans wurde Gedik Ahmed Pascha mit einer Seestreitmacht nach Italien entsandt.
Nach der Belagerung von Rhodos im Jahr 1480 und dem fehlgeschlagenen Versuch, die Insel vom Johanniterordens zu erobern, konnte Ahmed die italienische Hafenstadt Otranto 1480 erobern. Aufgrund des Mangels an Nahrungsmitteln und Vorräten musste er jedoch im selben Jahr mit den meisten seiner Truppen nach Albanien zurückkehren und wollte den Feldzug 1481 fortsetzen. Doch der Tod von Mehmed II. verhinderte diese Rückkehr. Stattdessen unterstützte Ahmed Bayezid II. in dessen Kampf um die Nachfolge des Sultansthrons gegen den Halbbruder Cem. Ein Missgeschick bei der Verfolgung Cems führte zur vorübergehenden Einkerkerung Ahmeds, er wurde jedoch unter dem Druck der Janitscharen rehabilitiert. Doch Beyazid II. vertraute Ahmed nicht mehr und vermutete wohl, der wolle nun seinem Bruder Cem auf den Thron verhelfen. Beyazid II. ließ Gedik Ahmed Pascha am 18. November 1482 in Adrianopel inhaftieren und töten.